# Peter Swinnerton-Dyer
Sir Henry Peter Francis Swinnerton-Dyer (Ponteland, 2 de agosto de 1927 – 26 de diciembre de 2018) fue un matemático británico especializado en teoría de números. Es conocido por su contribución a la conjetura de Birch y Swinnerton-Dyer, que relaciona las propiedades algebraicas de las curvas elípticas con los valores especiales de las funciones L, y que desarrolló junto con Bryan Birch durante la primera mitad de la década de 1960 gracias a la ayuda de la computación.

## Biografía
Swinnerton-Dyer nació en Ponteland (Northumberland, Inglaterra), en el seno de una familia noble: era hijo de Sir Leonard Schroeder Swinnerton Dyer (15º Baronet Dyer de Tottenham) y de su esposa, Barbara (de soltera Brackenbury). Cuando Peter era niño, la familia se trasladó a Shropshire. Swinnerton-Dyer escribió su primer artículo (sobre teoría de números) a los 16 años. Consiguió una beca para estudiar en Eton y en 1945 ingresó en el Trinity College de la Universidad de Cambridge, donde fue alumno de John Edensor Littlewood.
En un principio se dedicó a las ecuaciones diferenciales no lineales (ecuación de Van der Pol), que Littlewood había investigado con Mary Cartwright. Obtuvo una beca de investigación del Trinity College y en 1954 se trasladó a Chicago para estudiar con Antoni Zygmund, especialista en análisis armónico. Sin embargo, tras conocer a André Weil reorientó sus intereses científicos hacia la teoría de números. En 1955 regresó a Cambridge y se centró en la geometría de números, campo en el que colaboró con Eric Barnes y John Cassels. Fue decano del Trinity College de 1963 a 1970, director del St Catherine College de 1973 a 1983 y vicerrector de la Universidad de Cambridge de 1979 a 1981. Entre 1983 y 1989, durante el gobierno de Thatcher, fue presidente del Comité de Becas Universitarias (University Grants Committee, UGC; posteriormente denominado Universities Funding Council, UFC), encargado de regular la asignación de fondos gubernamentales a las universidades para fines de investigación. Ejerció como profesor emérito hasta su muerte.
Swinnerton-Dyer se especializó en teoría de números y es particularmente conocido por la conjetura de Birch y Swinnerton-Dyer, a la que llegó en los años 60 con Bryan Birch mientras calculaban con ordenador el número de puntos de las curvas elípticas sobre cuerpos finitos (módulo de un primo p). La conjetura hace una afirmación sobre el comportamiento asintótico del número de soluciones para números primos grandes. Normalmente la conjetura se formula como una afirmación sobre el comportamiento de la función zeta Z(s) perteneciente a la curva elíptica en el polo s = 1. Esta conjetura ocupa un lugar central en la teoría de números y es uno de los Problemas del milenio del Instituto Clay de Matemáticas. Swinnerton-Dyer también trabajó en la teoría de números de las variedades algebraicas de mayor dimensión (superficies algebraicas), por ejemplo, en la validez (para superficies especiales) o en las obstrucciones al principio de Hasse (principio local-global), donde encontró los primeros contraejemplos para superficies cúbicas, y en la densidad y el número de puntos racionales en superficies especiales.
En los años 70 trabajó, entre otros asuntos, en las formas modulares (y sus propiedades p-ádicas), la aritmética de las curvas de Weil (curvas elípticas parametrizadas por formas modulares, con Barry Mazur), la demostración de la conjetura de Tate-Shafarevich para superficies K3 especiales (con Michael Artin). También continuó con los estudios numéricos de las curvas elípticas y siguió trabajando en la teoría de las ecuaciones diferenciales.
Swinnerton-Dyer era también un experto programador. En los años 60 elaboró el sistema operativo del ordenador "Titan" de la Universidad de Cambridge, y desarrolló su propio lenguaje de programación, "Autocode".
En 1967 fue elegido miembro ("Fellow") de la Royal Society, que le concedió la Medalla Sylvester en 2006 "por sus trabajos fundamentales sobre geometría aritmética y sus numerosas contribuciones a la teoría de las ecuaciones diferenciales ordinarias". Aquel mismo año recibió el Premio Pólya. Desde 1989 era miembro de la Academia Europaea.
En 1975 heredó de su padre el título de baronet de Tottenham, en el condado de Middlesex, creado en 1678. En 1987 fue nombrado Caballero Comendador de la Orden del Imperio Británico.
Swinnerton-Dyer era también un apasionado del ajedrez y del bridge, del que en su juventud fue jugador internacional: formó parte en dos ocasiones del equipo británico en el campeonato europeo de bridge (2ª posición de 15 en 1953 en Helsinki, y 4ª posición de 12 en 1962 en Beirut).
Estaba casado desde 1983 con la arqueóloga Harriet Crawford (especializada en Sumer y Dilmún).
Swinnerton-Dyer murió el 26 de diciembre de 2018 a la edad de 91 años.

## Obras
- con Bryan J. Birch (1963). «Notes on elliptic curves. I». Journal für die reine und angewandte Mathematik 212: 7-25.
- con Bryan J. Birch (1965). «Notes on elliptic curves. II». Journal für die reine und angewandte Mathematik 218: 79-108.
- con Michael Artin (1973). «The Shafarevich-Tate conjecture for pencils of elliptic curves on {\displaystyle K}3 surfaces». Inventiones Mathematicae 20: 249-266.
- «Analytic theory of Abelian varieties». London Mathematical Society. Lecture Notes Series (Cambridge: Cambridge University Press) (14). 1974. ISBN 0-521-20526-3.
- con Barry Mazur (1974). «Arithmetic of Weil curves». Inventiones Mathematicae 25: 1-61.
- con Bryan J. Birch (1975). «The Hasse problem for rational surfaces». Journal für die reine und angewandte Mathematik. 274/275: 164-174.
- «A brief guide to algebraic number theory». London Mathematical Society Student Texts (50) (Cambridge: Cambridge University Press). 2001. ISBN 0-521-00423-3.